# Euleria
Euleria é um género botânico pertencente à família Anacardiaceae.